# Atrichum rutteri
Atrichum rutteri là một loài rêu trong họ Polytrichaceae. Loài này được Thér. & Dixon mô tả khoa học đầu tiên năm 1916.